# Leichtathletik-Weltmeisterschaften 2003/100 m der Frauen

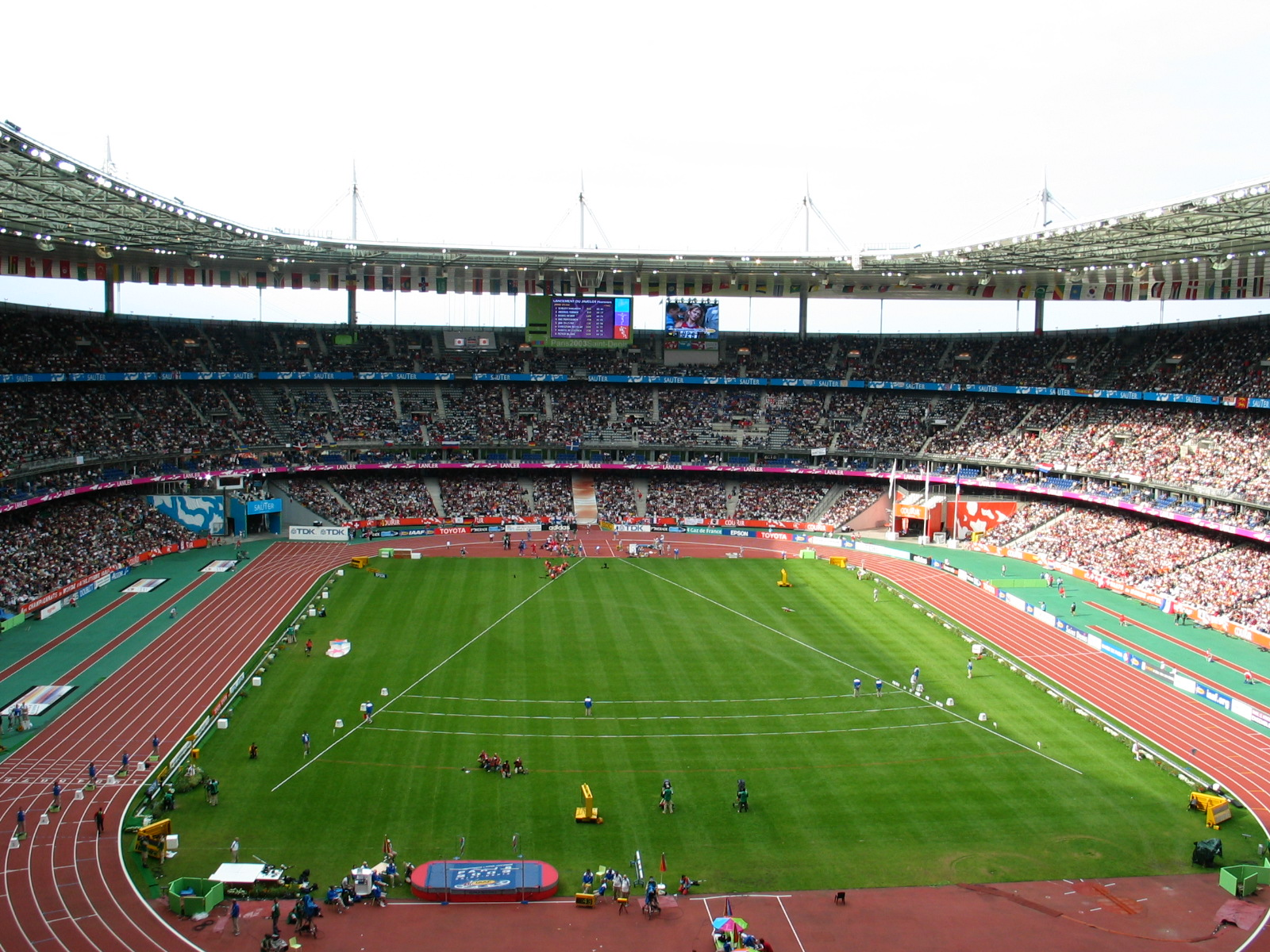
Stade de France in Paris/Saint-Denis am Schlusstag der Leichtathletik-Weltmeisterschaften

Der 100-Meter-Lauf der Frauen bei den Leichtathletik-Weltmeisterschaften 2003 wurde am 23. und 24. August 2003 im Stade de France der französischen Stadt Saint-Denis unmittelbar bei Paris ausgetragen.
Weltmeisterin wurde die US-Amerikanerin Torri Edwards, die mit der US-Sprintstaffel 2000 Olympiabronze errungen hatte. Vier Tage später gab es für sie darüber hinaus Silber über 200 Meter. Rang zwei belegte die WM-Dritte von 2001 Chandra Sturrup aus Bahamas, die mit 4-mal-100-Meter-Staffeln ihres Landes 2000 Olympiagold und 1996 Olympiabronze gewonnen hatte. Bronze ging an die griechische Olympiazweite von 2000 und amtierende Europameisterin Ekaterini Thanou.

## Bestehende Rekorde
| Weltrekord               | 10,49 s | Florence Griffith-Joyner | Indianapolis, USA           | 16. Juli 1988   |
| Weltmeisterschaftsrekord | 10,70 s | Marion Jones             | WM 1999 in Sevilla, Spanien | 22. August 1999 |

Der bestehende WM-Rekord wurde bei diesen Weltmeisterschaften nicht eingestellt und nicht verbessert.
Es wurden drei Landesrekorde aufgestellt:
- 12,27 s – Shams-Un-Nahar Chumky (Bangladesch), 2. Vorlauf am 23. August (Wind: +0,3 m/s)
- 12,97 s – Yahanatou Ibrahim (Niger), 2. Vorlauf am 23. August (Wind: +0,3 m/s)
- 12,64 s – Jenny Keni (Salomonen), 5. Vorlauf am 23. August (Wind: +0,3 m/s)

## Doping
Dieser Wettbewerb war von zwei Dopingfällen überschattet.
- Die zunächst siegreiche US-Amerikanerin Kelli White war mit Modafinil gedopt und wurde disqualifiziert. Dies betraf ebenso ihre Goldmedaille über 200 Meter. Bei einer Anhörung vor der Welt-Anti-Doping-Agentur (WADA) im Jahr 2005 gab sie zu, außer mit Modafinil auch mit THG und EPO gedopt zu haben. Dies sei allerdings nicht wissentlich geschehen. Sie habe lediglich zugestimmt, verschiedene Mittel auf ihre Wirksamkeit hin bei ihr zu testen. Auf Nebenwirkungen sei sie nicht aufmerksam gemacht worden.[2]
- Die zunächst drittplatzierte Ukrainerin Schanna Block, frühere Schanna Pintussewytsch, wurde nachträglich wegen Dopingvergehens disqualifiziert. Auch ihr bei diesen Weltmeisterschaften erzielter fünfter Rang über 200 Meter wurde annulliert. Ihr wurden – allerdings erst im Jahr 2015 – für die Jahre 2002 und 2003 Verstöße gegen die Doping-Regularien nachgewiesen. Ihre Resultate aus diesem Zeitraum wurden annulliert. Außerdem wurde sie mit einer zweijährigen Sperre belegt. Diese hatte jedoch nur symbolischen Wert, denn zu dem Zeitpunkt, zu dem die Sperre verhängt wurde, hatte Schanna Block ihre aktive Laufbahn längst beendet.[3]

Die beiden Disqualifikationen waren folgenreich für insgesamt neun Sprinterinnen.
- Leidtragende im Medaillenbereich:
  - Torri Edwards, USA – wurde erst nach Kelli Whites Disqualifikation von Rang zwei auf Rang eins hochgestuft, sie selber wurde jedoch im Jahr darauf ebenfalls des Dopingbetrugs überführt, und zwar mittels Nikethamid, wofür sie mit einer Sperre von zwei Jahren belegt wurde[4]
  - Chandra Sturrup, Bahamas – erhielt ihre Silbermedaille erst mit jahrelanger Verspätung und konnte nicht an der Siegerehrung teilnehmen
  - Ekaterini Thanou, Griechenland – erhielt ihre Bronzemedaille erst mit jahrelanger Verspätung und konnte nicht an der Siegerehrung teilnehmen, allerdings war sie ein Jahr später ebenfalls in eine äußerst dubiose Dopingaffäre verstrickt und musste dafür eine Sperre hinnehmen[5]
- Athletinnen, die um ihre Finalteilnahme betrogen wurden:
  - Marina Kislowa, Russland – über ihre Platzierung im ersten Halbfinale für das Finale qualifiziert
  - Merlene Ottey, Slowenien – über ihre Platzierung im ersten Halbfinale für das Finale qualifiziert
- Athletinnen, die um ihre Halbfinalteilnahme betrogen wurden:
  - Karin Mayr-Krifka, Österreich – über ihre Platzierung im dritten Viertelfinale für das Halbfinale qualifiziert
  - Agné Eggerth, Litauen – über ihre Platzierung im zweiten Viertelfinale für das Halbfinale qualifiziert
- Athletinnen, die um ihre Viertelfinalteilnahme betrogen wurden:
  - Lerma Gabito, Philippinen – über ihre Platzierung im vierten Vorlauf für das Viertelfinale qualifiziert
  - Grace Dinkins, Liberia – über ihre Zeit im dritten Vorlauf für das Viertelfinale qualifiziert

## Vorrunde
Die Vorrunde wurde in acht Läufen durchgeführt. Die ersten drei Athletinnen pro Lauf – hellblau unterlegt – sowie die darüber hinaus acht zeitschnellsten Läuferinnen – hellgrün unterlegt – qualifizierten sich für das Viertelfinale.

### Vorlauf 1
23. August 2003, 10:30 Uhr
Wind: +0,1 m/s
| Platz | Name              | Nation     | Zeit (s) |
| ----- | ----------------- | ---------- | -------- |
| 1     | Chandra Sturrup   | Bahamas    | 11,08    |
| 2     | Lyubov Perepelova | Usbekistan | 11,30    |
| 3     | Vida Anim         | Ghana      | 11,35    |
| 4     | Mercy Nku         | Nigeria    | 11,52    |
| 5     | Kadiatou Camara   | Mali       | 11,70    |
| 6     | Olympia Zacharias | Nauru      | 14,07    |
| 7     | Joanne Hallen     | Samoa      | 14,33    |

### Vorlauf 2
23. August 2003, 10:36 Uhr
Wind: +0,3 m/s
| Platz | Name                  | Nation      | Zeit (s) |
| ----- | --------------------- | ----------- | -------- |
| 1     | Torri Edwards         | USA         | 11,13    |
| 2     | Geraldine Pillay      | Südafrika   | 11,40    |
| 3     | Endurance Ojokolo     | Nigeria     | 11,50    |
| 4     | Winneth Dube          | Simbabwe    | 11,71    |
| 5     | Shams-Un-Nahar Chumky | Bangladesch | 12,27 NR |
| 6     | Yahanatou Ibrahim     | Niger       | 12,97 NR |
| 7     | Temreta Martin        | Kiribati    | 14,42    |

### Vorlauf 3
23. August 2003, 10:42 Uhr
Wind: −0,2 m/s
| Platz | Name            | Nation      | Zeit (s)                                            |
| ----- | --------------- | ----------- | --------------------------------------------------- |
| 1     | Merlene Ottey   | Slowenien   | 11,26                                               |
| 2     | Kim Gevaert     | Belgien     | 11,30                                               |
| 3     | Savatheda Fynes | Bahamas     | 11,49                                               |
| 4     | Grace Dinkins   | Liberia     | 11,90 eigentlich für das Viertelfinale qualifiziert |
| 5     | Irma Navarrete  | Nicaragua   | 12,93                                               |
| 6     | Lima Azimi      | Afghanistan | 18,37                                               |
| DOP   | Kelli White     | USA         | für das Viertelfinale zugelassen                    |

### Vorlauf 4
23. August 2003, 10:48 Uhr
Wind: −0,1 m/s
| Platz | Name                  | Nation       | Zeit (s)                                            |
| ----- | --------------------- | ------------ | --------------------------------------------------- |
| 1     | Susanthika Jayasinghe | Sri Lanka    | 11,20                                               |
| 2     | Mary Onyali           | Nigeria      | 11,50                                               |
| 3     | Lerma Gabito          | Philippinen  | 11,99 eigentlich für das Viertelfinale qualifiziert |
| 4     | Mariam Inashvili      | Georgien     | 12,64                                               |
| 5     | Swetlana Pessowa      | Turkmenistan | 13,05                                               |
| 6     | Tricia Flores         | Belize       | 13,89                                               |
| DOP   | Schanna Block         | Ukraine      | für das Viertelfinale zugelassen                    |
| DNS   | Liliana Allen         | Mexiko       |                                                     |

### Vorlauf 5
23. August 2003, 10:54 Uhr
Wind: +0,3 m/s
| Platz | Name                    | Nation                         | Zeit (s) |
| ----- | ----------------------- | ------------------------------ | -------- |
| 1     | Marina Kislowa          | Russland                       | 11,26    |
| 2     | Joice Maduaka           | Großbritannien                 | 11,31    |
| 3     | Agné Eggerth            | Litauen                        | 11,44    |
| 4     | Natasha Mayers          | St. Vincent und die Grenadinen | 11,81    |
| 5     | Nadesca Sprockel        | Niederländische Antillen       | 12,61    |
| 6     | Jenny Keni              | Salomonen                      | 12,64 NR |
| 7     | Marie-Jeanne Binga      | Gabun                          | 12,88    |
| 8     | Wladislawa Owtscharenko | Tadschikistan                  | 13,34    |

### Vorlauf 6
23. August 2003, 11:00 Uhr
Wind: +0,1 m/s
| Platz | Name              | Nation              | Zeit (s) |
| ----- | ----------------- | ------------------- | -------- |
| 1     | Ekaterini Thanou  | Griechenland        | 11,09    |
| 2     | Julija Tabakowa   | Russland            | 11,24    |
| 3     | Olena Pastushenko | Ukraine             | 11,30    |
| 4     | Debbie Ferguson   | Bahamas             | 11,32    |
| 5     | Heather Samuel    | Antigua und Barbuda | 12,24    |
| 6     | Ngerak Florencio  | Palau               | 12,85    |
| 7     | Liovalia Lopes    | Guinea-Bissau       | 13,43    |

### Vorlauf 7
23. August 2003, 11:06 Uhr
Wind: −0,2 m/s
| Platz | Name                | Nation         | Zeit (s) |
| ----- | ------------------- | -------------- | -------- |
| 1     | Christine Arron     | Frankreich     | 11,15    |
| 2     | Gail Devers         | USA            | 11,17    |
| 3     | Judyth Kitson       | Jamaika        | 11,70    |
| 4     | Makaridja Sanganoko | Elfenbeinküste | 11,79    |
| 5     | Saira Fazal         | Pakistan       | 12,75    |
| 6     | Rima Taha           | Jordanien      | 13,00    |
| 7     | Aminata Kamissoko   | Mauretanien    | 13,70    |

### Vorlauf 8
23. August 2003, 11:12 Uhr
Wind: +0,7 m/s
| Platz | Name                     | Nation           | Zeit (s) |
| ----- | ------------------------ | ---------------- | -------- |
| 1     | Aleen Bailey             | Jamaika          | 11,23    |
| 2     | Karin Mayr-Krifka        | Österreich       | 11,31    |
| 3     | Goʻzal Xubbiyeva         | Usbekistan       | 11,35    |
| 4     | Virgen Benavides         | Kuba             | 11,41    |
| 5     | Wan Kin Yee              | Hongkong         | 12,27    |
| 6     | Mari Paz Mosanga Motanga | Äquatorialguinea | 12,73    |
| 7     | Chandra Kala Thapa       | Nepal            | 13,02    |
| 8     | Susan Tama               | Vanuatu          | 13,45    |

## Viertelfinale
Aus den vier Viertelfinalläufen qualifizierten sich die jeweils ersten vier Athletinnen – hellblau unterlegt – für das Halbfinale.

### Viertelfinallauf 1
23. August 2003, 19:40 Uhr
Wind: ±0,0 m/s
| Platz | Name             | Nation                         | Zeit (s) |
| ----- | ---------------- | ------------------------------ | -------- |
| 1     | Chandra Sturrup  | Bahamas                        | 10,98    |
| 2     | Gail Devers      | USA                            | 11,16    |
| 3     | Kim Gevaert      | Belgien                        | 11,23    |
| 4     | Marina Kislowa   | Russland                       | 11,26    |
| 5     | Virgen Benavides | Kuba                           | 11,40    |
| 6     | Geraldine Pillay | Südafrika                      | 11,47    |
| 7     | Judyth Kitson    | Jamaika                        | 11,61    |
| DNS   | Natasha Mayers   | St. Vincent und die Grenadinen |          |

### Viertelfinallauf 2
23. August 2003, 19:46 Uhr
Wind: −0,1 m/s
| Platz | Name              | Nation     | Zeit (s)                                         |
| ----- | ----------------- | ---------- | ------------------------------------------------ |
| 1     | Christine Arron   | Frankreich | 11,08                                            |
| 2     | Merlene Ottey     | Slowenien  | 11,31                                            |
| 3     | Lyubov Perepelova | Usbekistan | 11,35                                            |
| 4     | Agné Eggerth      | Litauen    | 11,36 eigentlich für das Halbfinale qualifiziert |
| 5     | Endurance Ojokolo | Nigeria    | 11,55                                            |
| 6     | Winneth Dube      | Simbabwe   | 11,69                                            |
| 7     | Kadiatou Camara   | Mali       | 11,73                                            |
| DOP   | Schanna Block     | Ukraine    | für das Halbfinale zugelassen                    |

### Viertelfinallauf 3

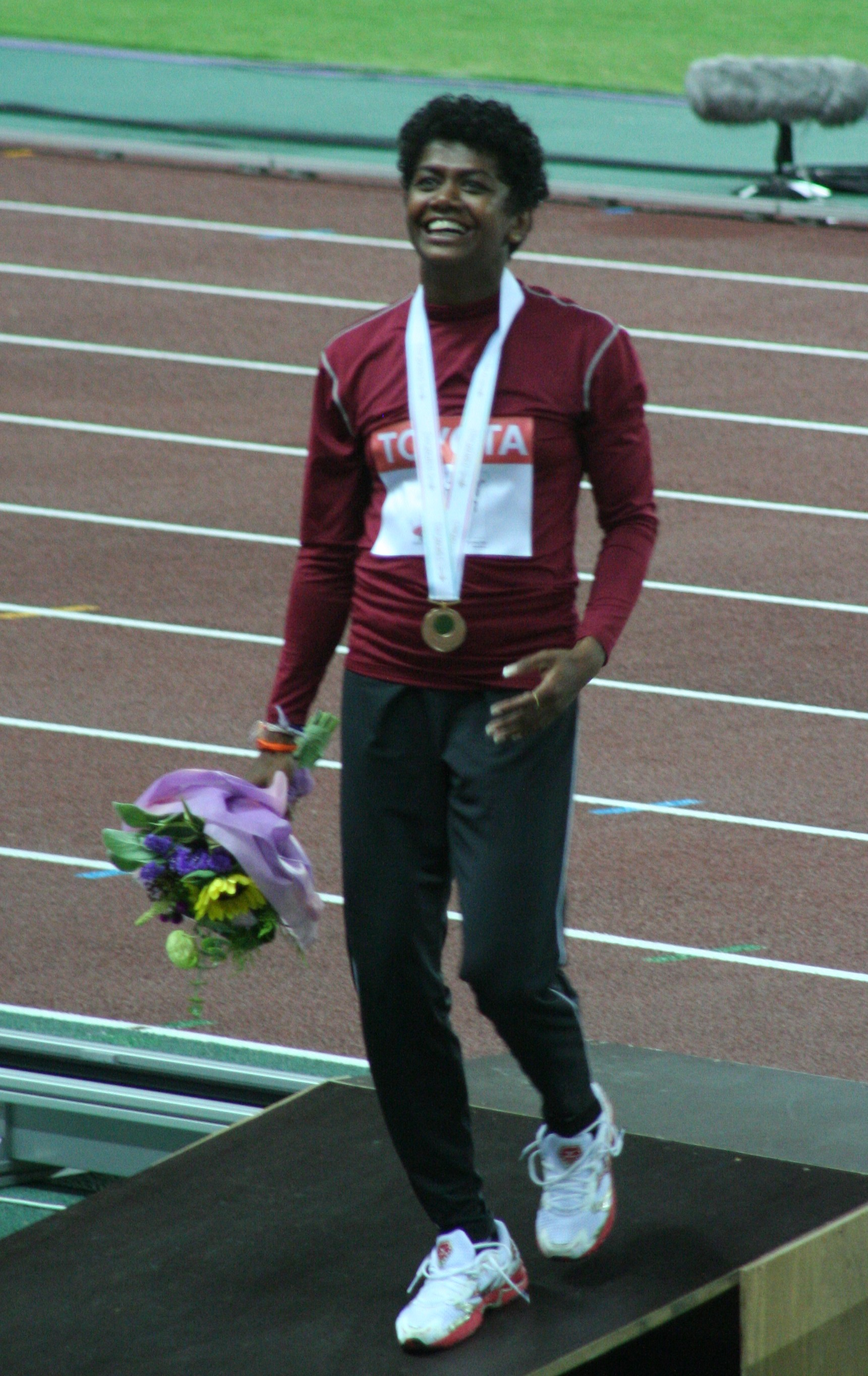
Susanthika Jayasinghe, über 200 Meter 1997 WM-Zweite und 2000 Olympiazweite, erreichte nicht das Ziel

23. August 2003, 19:52 Uhr
Wind: +0,2 m/s
| Platz | Name                  | Nation         | Zeit (s)                                         |
| ----- | --------------------- | -------------- | ------------------------------------------------ |
| 1     | Ekaterini Thanou      | Griechenland   | 11,11                                            |
| 2     | Debbie Ferguson       | Bahamas        | 11,26                                            |
| 3     | Mary Onyali           | Nigeria        | 11,31                                            |
| 4     | Karin Mayr-Krifka     | Österreich     | 11,34 eigentlich für das Halbfinale qualifiziert |
| 5     | Olena Pastushenko     | Ukraine        | 11,36                                            |
| DNF   | Susanthika Jayasinghe | Sri Lanka      |                                                  |
| DOP   | Kelli White           | USA            | für das Halbfinale zugelassen                    |
| DNS   | Makaridja Sanganoko   | Elfenbeinküste |                                                  |

### Viertelfinallauf 4

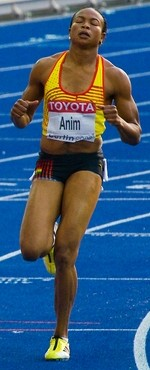
Um einen Rang verfehlte Vida Anim das Halbfinale
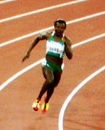
Mercy Nku schied mit 11,37 s im Viertelfinale aus
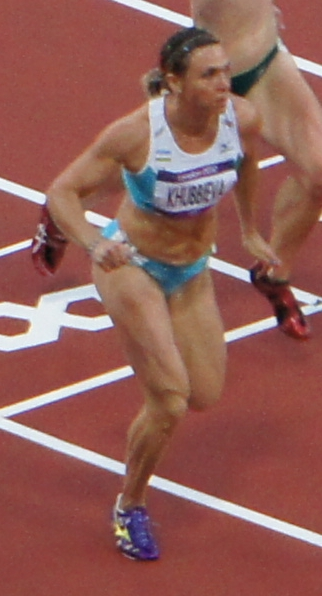
Guzel Khubbieva – 11,42 s als Achte ihres Rennens und damit nicht im Halbfinale

23. August 2003, 19:58 Uhr
Wind: ±0,0 m/s
| Platz | Name             | Nation         | Zeit (s) |
| ----- | ---------------- | -------------- | -------- |
| 1     | Torri Edwards    | USA            | 11,98    |
| 2     | Aleen Bailey     | Jamaika        | 11,16    |
| 3     | Julija Tabakowa  | Russland       | 11,25    |
| 4     | Joice Maduaka    | Großbritannien | 11,29    |
| 5     | Vida Anim        | Ghana          | 11,29    |
| 6     | Savatheda Fynes  | Bahamas        | 11,36    |
| 7     | Mercy Nku        | Nigeria        | 11,37    |
| 8     | Goʻzal Xubbiyeva | Usbekistan     | 11,42    |

## Halbfinale
Aus den beiden Halbfinalläufen qualifizierten sich die jeweils ersten vier Athletinnen – hellblau unterlegt – für das Finale.

### Halbfinallauf 1

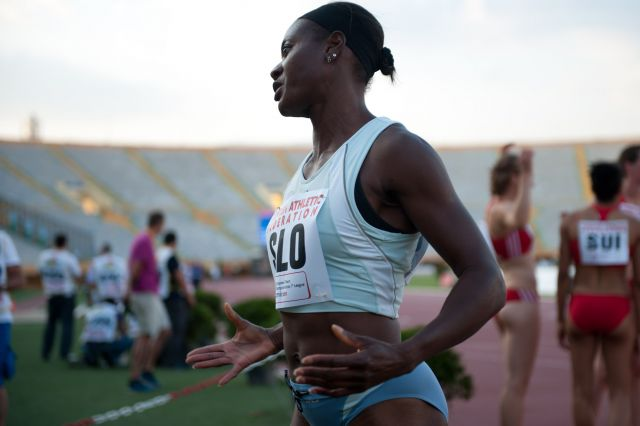
Merlene Ottey, inzwischen für Slowenien und nicht mehr für Jamaika am Start, wurde durch die Dopingsünderinnen um die Finalteilnahme betrogen
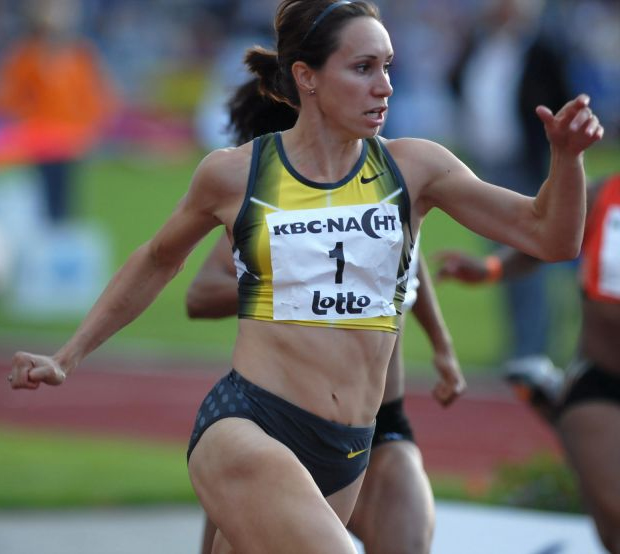
Kim Gevaert, 2002 Vizeeuropameisterin, reichten 11,32 s nicht zum Finaleinzug

24. August 2003, 16:55 Uhr
Wind: +0,8 m/s
| Platz | Name              | Nation     | Zeit (s)                                     |
| ----- | ----------------- | ---------- | -------------------------------------------- |
| 1     | Christine Arron   | Frankreich | 11,01                                        |
| 2     | Aleen Bailey      | Jamaika    | 11,15                                        |
| 3     | Marina Kislowa    | Russland   | 11,15 eigentlich für das Finale qualifiziert |
| 4     | Merlene Ottey     | Slowenien  | 11,26 eigentlich für das Finale qualifiziert |
| 5     | Kim Gevaert       | Belgien    | 11,32                                        |
| DOP   | Kelli White       | USA        | für das Finale zugelassen                    |
| DOP   | Schanna Block     | Ukraine    | für das Finale zugelassen                    |
| DNS   | Lyubov Perepelova | Usbekistan |                                              |

### Halbfinallauf 2

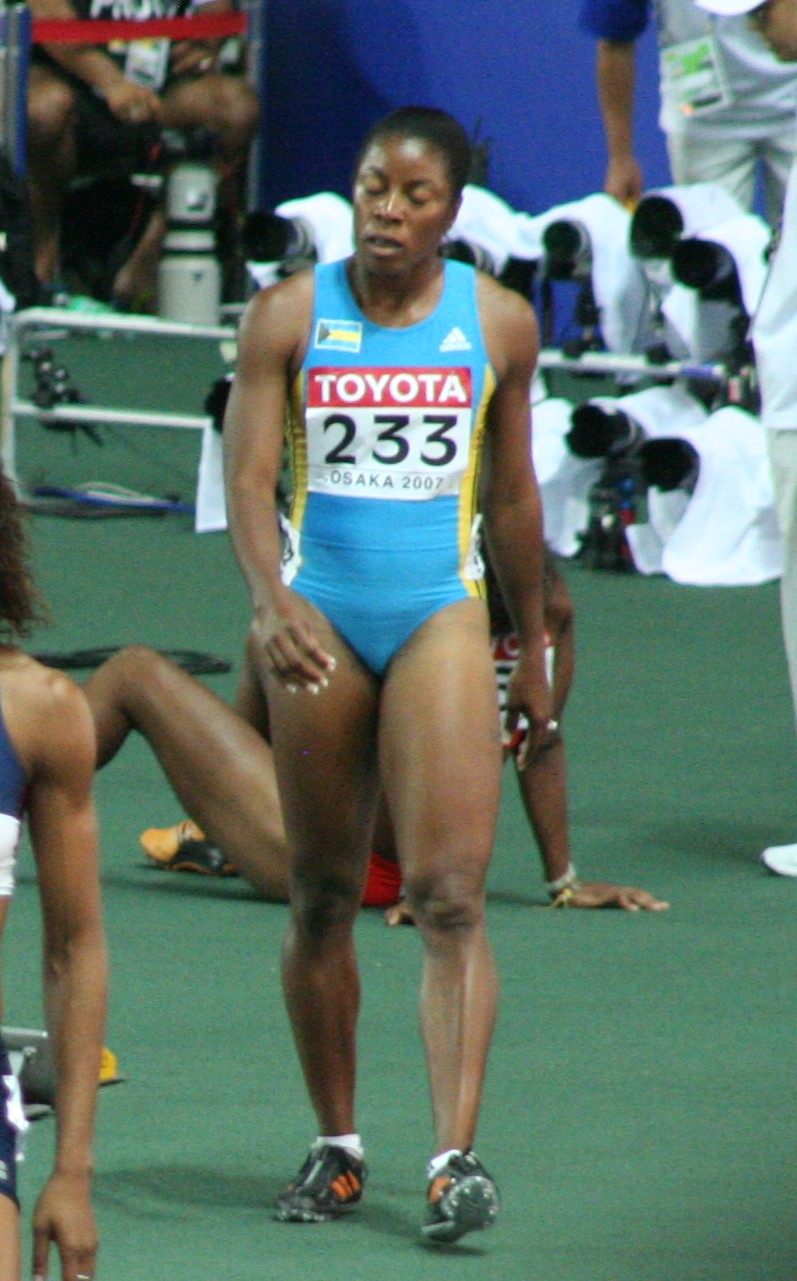
Debbie Ferguson verpasste den Endlauf als Fünfte ihres Halbfinales zwar nur um einen Rang, aber zeitlich doch klar
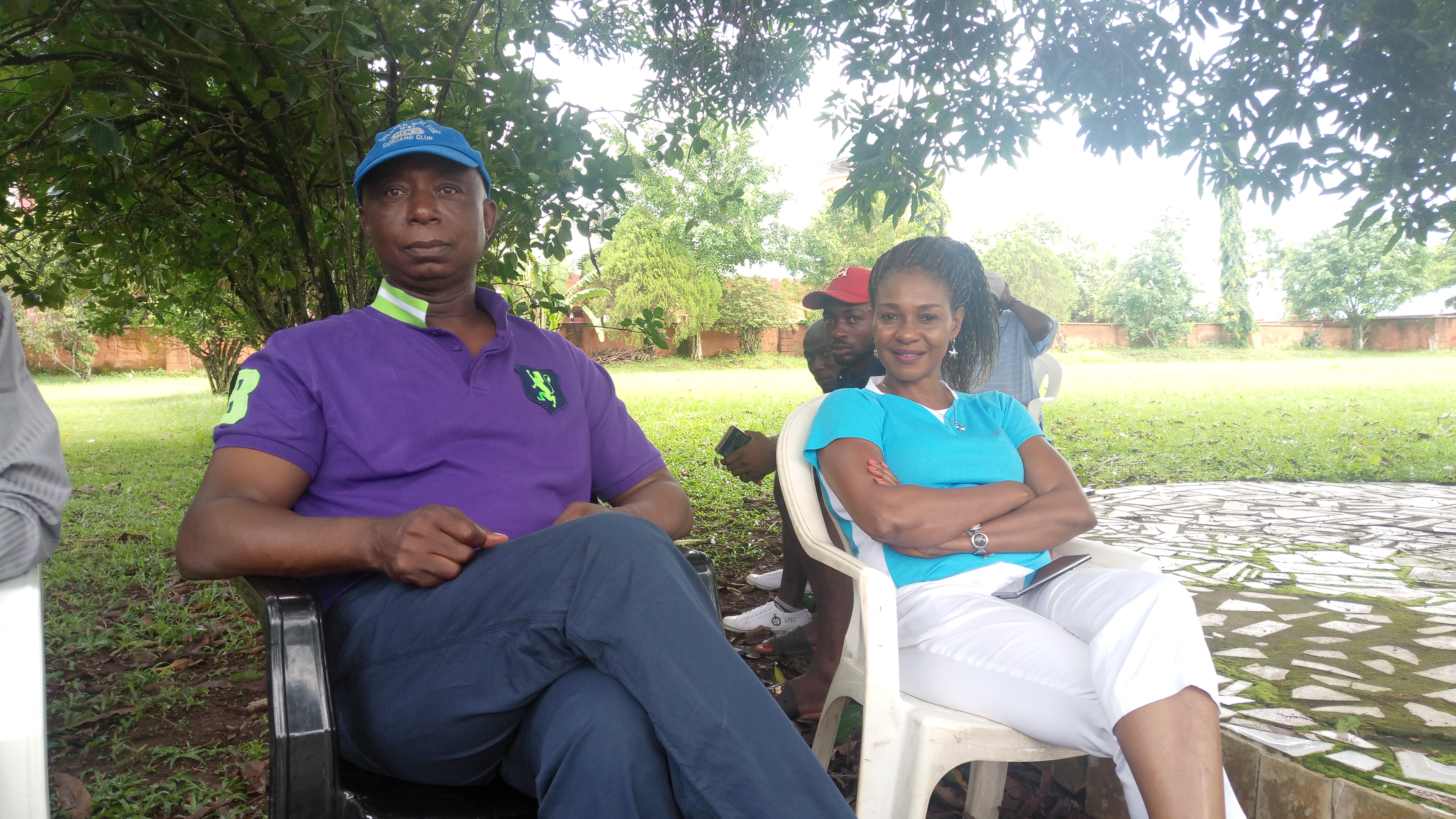
Mary Onyali wurde in 11,35 s Sechste ihres Rennens und schied damit aus

24. August 2003, 17:01 Uhr
Wind: −0,4 m/s
| Platz | Name             | Nation         | Zeit (s) |
| ----- | ---------------- | -------------- | -------- |
| 1     | Chandra Sturrup  | Bahamas        | 11,06    |
| 2     | Ekaterini Thanou | Griechenland   | 11,08    |
| 3     | Torri Edwards    | USA            | 11,11    |
| 4     | Gail Devers      | USA            | 11,12    |
| 5     | Debbie Ferguson  | Bahamas        | 11,27    |
| 6     | Mary Onyali      | Nigeria        | 11,35    |
| 7     | Julija Tabakowa  | Russland       | 11,36    |
| 8     | Joice Maduaka    | Großbritannien | 11,40    |

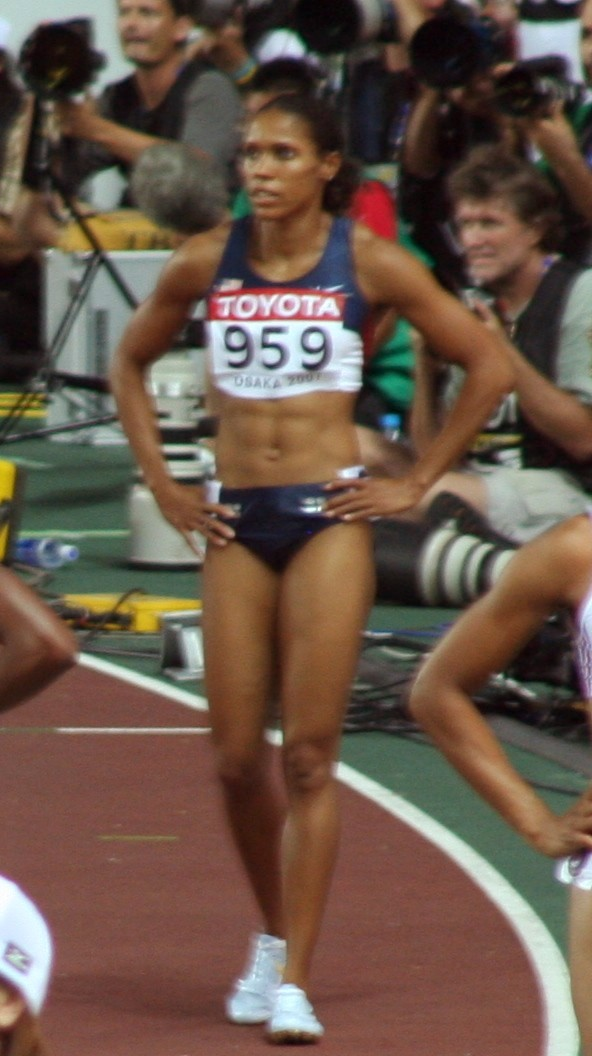
Weltmeisterin Torri Edwards

## Finale
24. August 2003, 19:45 Uhr
Wind: +0,9 m/s
| Platz | Name             | Nation       | Zeit (s) |
| ----- | ---------------- | ------------ | -------- |
| 1     | Torri Edwards    | USA          | 10,93    |
| 2     | Chandra Sturrup  | Bahamas      | 11,02    |
| 3     | Ekaterini Thanou | Griechenland | 11,03    |
| 4     | Christine Arron  | Frankreich   | 11,06    |
| 5     | Aleen Bailey     | Jamaika      | 11,07    |
| 6     | Gail Devers      | USA          | 11,11    |
| DOP   | Kelli White      | USA          |          |
| DOP   | Schanna Block    | Ukraine      |          |

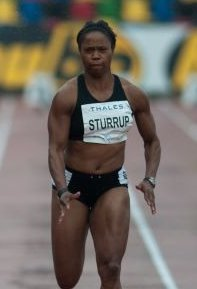
Vizeweltmeisterin Chandra Sturrup – 2001 hatte sie WM-Bronze errungen
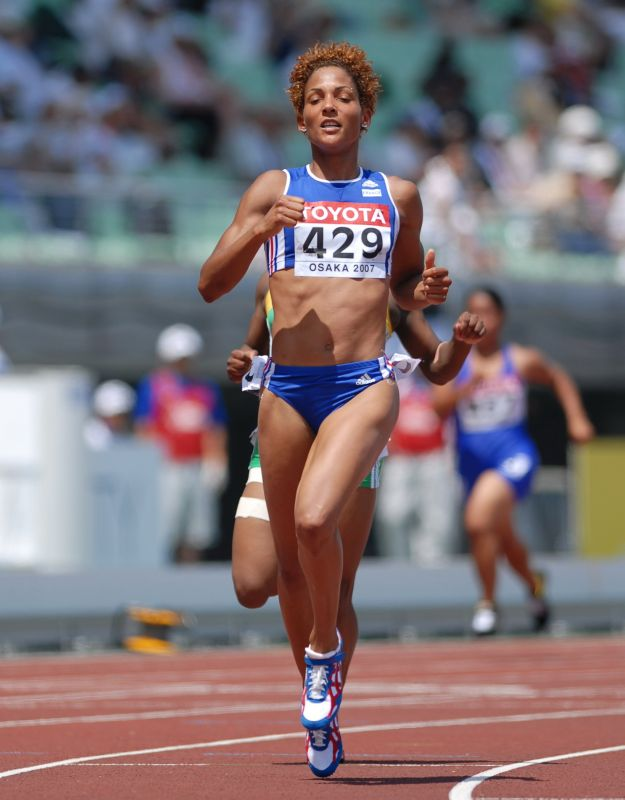
Christine Arron, 1998 Europameisterin, belegte um drei Hundertstelsekunden an Bronze vorbei Rang vier und errang am vorletzten Tag Gold mit ihrer Sprintstaffel
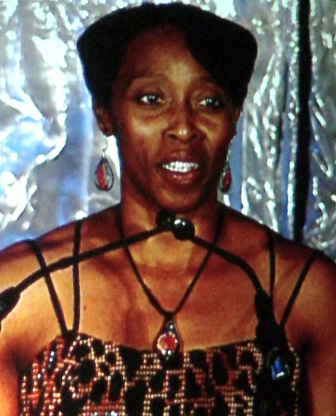
Die im vergangenen Jahrzehnt hochdekorierte Gail Devers erreichte noch einmal das Finale und kam auf den sechsten Platz
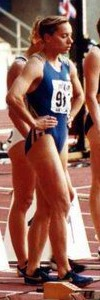
Dopingsünderin Schanna Block, frühere Schanna Pintussewytsch

## Video
- Women's 100m - Paris World Championships 2003 auf youtube.com, abgerufen am 12. September 2020